# Episodi di Champions
La prima e unica stagione della serie televisiva Champions, composta da 10 episodi, è stata trasmessa negli Stati Uniti sulla NBC dall'8 marzo al 25 maggio 2018.
In Italia, la stagione va in onda sul canale Joi della piattaforma a pagamento Mediaset Premium dal 27 agosto al 24 settembre 2018.
| nº | Titolo originale                   | Titolo italiano         | Prima TV USA   | Prima TV Italia   |
| -- | ---------------------------------- | ----------------------- | -------------- | ----------------- |
| 1  | Pilot                              | Un intruso canoro       | 8 marzo 2018   | 27 agosto 2018    |
| 2  | I Think I'm Gonna Tolerate It Here | Penso che lo tollererò  | 15 marzo 2018  | 27 agosto 2018    |
| 3  | Lumps                              | Concorrenza femminile   | 29 marzo 2018  | 3 settembre 2018  |
| 4  | My Fair Uncle                      | Il mio zio onesto       | 5 aprile 2018  | 3 settembre 2018  |
| 5  | Vincemas                           | Vincemas                | 12 aprile 2018 | 10 settembre 2018 |
| 6  | Grandma Dearest                    | Carissima Nonna         | 19 aprile 2018 | 10 settembre 2018 |
| 7  | Matt Bomer Poster                  | Il poster di Matt Bomer | 26 aprile 2018 | 17 settembre 2018 |
| 8  | Nepotism                           | Nepotismo da champions  | 3 maggio 2018  | 17 settembre 2018 |
| 9  | Opening Night                      | Tutti in scena          | 25 maggio 2018 | 24 settembre 2018 |
| 10 | Deal or No Deal                    | Patto o non patto       | 25 maggio 2018 | 24 settembre 2018 |